# Birkenheim
Birkenheim ist ein Wohnplatz der Gemeinde Schöneiche bei Berlin im Landkreis Oder-Spree in Brandenburg.

## Geografische Lage
Der Wohnplatz liegt nordnordöstlich des Gemeindezentrums und grenzt im Norden an die Gemeinde Fredersdorf-Vogelsdorf. Östlich liegt der Wohnplatz Grünelinde der Gemeinde Rüdersdorf bei Berlin. Die nordwestlich gelegenen Flächen sind vorzugsweise bewaldet und Teil der Schönebecker Heide. Sie liegen auf rund 47 m ü. NHN Metern; das Gelände fällt nach Süden hin um rund einen Meter ab. Die dortigen Flächen werden vorzugsweise landwirtschaftlich genutzt. Östlich fließt das Fredersdorfer Mühlenfließ an der Wohnbebauung vorbei. Je nach Wasserstand wird überschüssiges Wasser über den nordöstlich verlaufenen Zehnbuschgraben abgeleitet.